# Max Rockatansky
Max Rockatansky je fiktivní řidič a bývalý policista z filmové série Šílený Max (Mad Max). Je hlavní postavou v této filmové sérii, stvořil jej režisér George Miller s producentem Byronem Kennedym. Jeho roli hraje herec Mel Gibson v prvních třech filmech série a Tom Hardy ve čtvrtém filmu.
Britský filmový magazín Total Film postavu zařadil na 75. místo ve svém žebříčku Top 100 Movie Characters of All Time (100 nejlepších filmových postav všech dob).

## Charakteristika
Max Rockatansky, zhruba třicetiletý až čtyřicetiletý muž (záleží na filmu), býval ještě před kolapsem civilizace proslulým a obávaným australským policistou MFP (Main Force Patrol), který se nebál do čehokoliv skočit po hlavě. S nikým a ničím se nemazal. Potíral zločiny jakéhokoliv druhu, nejčastěji nájezdy zločinných gangů, které díky téměř bezmocné vládě mohly téměř všechno. Max byl velmi dobrý řidič a schopný mechanik. Dovedl používat střelné zbraně, hlavně pak dvouhlavňové brokovnice.
Míval manželku Jessie a malé dítě Sproga, které ze všeho nejvíce miloval. Avšak když jeho rodinu i nejlepšího parťáka – Jima „Goose" Rainse – zavraždil obávaný silniční gang, Max definitivně zahořkl. Stal se neochotným mlčenlivým člověkem s chladným hněvem uvnitř sebe. Nejen, že se kvůli pomstychtivému běsnění stal „Šíleným“, ale hlavně tím, čemu se sám dříve vyhýbal: zběsilým člověkem, pro nějž zabít člověka nebo porušit zákon nebyl sebemenší problém.
Po kolapsu civilizace se Max stal ústředním hrdinou postapokalyptické australské pouště. Bezcílně sám brázdil ve svém automobilu, V-8 Pursuit Special, jenž za starých dob uloupil spolupracovníkům při konání msty, prázdné silnice a mrtvé pouště Austrálie bez jakéhokoliv dlouhodobého plánu. Pošpiněn minulostí se hnal kupředu, s odhodláním přežít nájezdy nebezpečných brutálních přeživších. V Pustině se však jeho bolestivé jizvy v paměti hodily, obzvlášť při obstarávání benzinu. Přes to všechno však měl smysl pro vyšší dobro.

## Svět Šíleného Maxe

### Doba před kolapsem
Doba těsně před kolapsem civilizace, odehrávající se „pár let ode dneška“, v níž se odehrává první díl, je téměř stejná jako ta dnešní. Avšak vlivem docházejících ložisek ropy dochází ke kolapsů světových vlád. Na australských silnicích vládnou nebezpečné silniční gangy, konající nejrůznější zločiny včetně vražd, jejichž činnosti se snaží zamezit zbytky vládní moci v podobě policejních jednotek MFP (Main Force Patrol). Mezi jeden z nejnebezpečnějších motorkářských gangů byl gang pod vedením Prstořeza.

### Doba po kolapsu
Doba po kolapsu lidstva, odehrávající se v nejmenované blízké budoucnosti, který způsobila ničivá jaderná válka o zbývající zdroje jako je ropa a voda, je již pro sérii Šíleného Maxe charakteristická. Zbývající přeživší bývají sdružení v různých klanech a jiných komunitách v australské poušti, ale najdou se i samotáři brázdící pustinu v automobilech. Většina z nich je známá svou brutálností, obzvlášť ve smrtících honičkách.
Postapokalyptická australská poušť, v níž se odehrávají zbylé tři díly, je v důsledku války pouští trpící silným nedostatkem vody. Není známo, jak je na tom zbytek světa, nicméně je jisté, že ne zrovna dobře. Nejcennější surovinou v australské Pustině je voda, jídlo, munice, ale hlavně pohonná hmota: benzín a nafta. Díky náznakům ve třetím a čtvrtém díle je zřejmé, že i na australskou Pustinu doléhá jaderný spad, jenž má negativní vliv na zbývající pitnou vodu a novorozené děti.
V této Pustině se Max setkal s nejrůznějšími protivníky, ať od charismatického Humunguse, vůdce brutálního gangu; zlomyslné Tetičky se smyslem pro vyšší „dobro“; nebo mocného Immortana Joea, vládce Citadely. Též se ve čtvrtém díle setkal s rusky mluvící frakcí Krkounů (v anglickém originále Buzzards).

## Výstupy Maxe Rockatanského
- Šílený Max (1979)
- Šílený Max 2 – Bojovník silnic (1981)
- Šílený Max a Dóm hromu (1985)
- Šílený Max: Zběsilá cesta (2015)
- Mad Max (videohra, 2015)